# Pyrrobutamine
Pyrrobutamine là thuốc kháng histamine và kháng cholinergic.